# New Super Mario Bros. (série)
New Super Mario Bros. (ニュー・スーパーマリオブラザーズ, Nyū Sūpā Mario Burazāzu) é uma série de jogos eletrônicos de plataforma desenvolvidos pela Nintendo EAD e publicados pela Nintendo. A série é derivada da série principal Super Mario. Nos jogos da série, o jogador controla Mario e seus amigos, que atravessam níveis de rolagem lateral, derrotando inimigos e ultrapassando obstáculos na tentativa de resgatar a Princesa Peach das garras do vilão Bowser, que conta com a ajuda de Bowser Jr. e seus Koopalings.
A série inclui seis títulos, sendo um conteúdo descarregável e uma versão melhorada. O primeiro jogo, New Super Mario Bros., foi lançado para o Nintendo DS em 2006. Três anos depois, em 2009, New Super Mario Bros. Wii foi lançado para o Wii. Em 2012, New Super Mario Bros. 2 foi lançado para o Nintendo 3DS e New Super Mario Bros. U foi lançado para o Wii U. Um pacote de conteúdo descarregável para New Super Mario Bros. U, intitulado New Super Luigi U, foi lançado um ano depois. Uma versão melhorada do jogo, incluindo o conteúdo descarregável e outras melhorias, foi lançada para o Nintendo Switch em 2019. Todos os jogos da franquia foram bem recebidos pela crítica, recebendo "críticas geralmente favoráveis" segundo o agregador de críticas Metacritic. A franquia também obteve sucesso financeiro. O primeiro jogo foi o jogo mais vendido do Nintendo DS, com mais de 30 milhões de unidades vendidas. O jogo para Wii foi o 4º título mais vendido do console, com mais de 30 milhões de unidades vendidas. No 3DS, New Super Mario Bros. 2 vendeu mais de 13 milhões de unidades, se tornando o 5º título mais vendido do sistema. No Wii U, New Super Mario Bros. U foi o terceiro jogo mais vendido, com quase 6 milhões de unidades vendidas, enquanto New Super Luigi U ficou na oitava posição, vendendo cerca de 3 milhões de unidades.

## Jogos
| 2006 | New Super Mario Bros.          |
| 2007 |                                |
| 2008 |                                |
| 2009 | New Super Mario Bros. Wii      |
| 2010 |                                |
| 2011 |                                |
| 2012 | New Super Mario Bros. 2        |
| 2012 | New Super Mario Bros. U        |
| 2013 | New Super Luigi U              |
| 2014 |                                |
| 2015 |                                |
| 2016 |                                |
| 2017 |                                |
| 2018 |                                |
| 2019 | New Super Mario Bros. U Deluxe |

### New Super Mario Bros.(2006)
New Super Mario Bros. é o primeiro jogo da série, lançado para o Nintendo DS na América do Norte em 15 de maio de 2006, no Japão em 25 de maio de 2006 e na Europa em 30 de maio de 2006.[carece de fontes?] Foi o primeiro jogo original de plataforma em 2D estrelando Mario desde Super Mario Land 2: 6 Golden Coins, lançado em 1992 para o Game Boy. O jogo introduziu novos poderes, sendo eles o "Mega Cogumelo" (Mega Mushroom), que faz com que Mario cresça grandemente em tamanho e se torne invencível, o "Casco de Koopa Azul" (Blue Koopa Shell), que permite que Mario se esconda dentro de um casco de tartaruga, protegendo-se e realizando ataques de deslizamento, e o "Mini-Cogumelo" (Mini-Mushroom), que faz com que Mario diminua de tamanho, podendo acessar áreas anteriormente inacessíveis. O jogo possui uma nota de 89 no Metacritic, indicando "críticas geralmente favoráveis". O jogo foi o mais vendido do console, vendendo mais de 30 milhões de unidades.

### New Super Mario Bros. Wii(2009)
New Super Mario Bros. Wii foi lançado três anos depois do jogo original para o Wii na Austrália em 11 de novembro de 2009, na América do Norte em 15 de novembro de 2009, na Europa em 20 de novembro de 2009 e no Japão de 3 de dezembro de 2009, sendo o primeiro jogo da série para consoles, e o primeiro jogo original de plataforma em 2D estrelando Mario para um console caseiro desde Super Mario World em 1990. Uma versão remasterizada do jogo foi lançada exclusivamente na China para o Nvidia Shield em 5 de dezembro de 2017. Foi o primeiro jogo da série a incluir um modo multijogador, adicionando Luigi e dois Toads como personagens jogáveis. O jogo adicionou três novos poderes: a "Flor de Gelo" (Ice Flower), que permite ao jogador lançar bolas de gelo para congelar os inimigos, a "Roupa de Hélice" (Propeller Suit), que permite ao jogador voar por um curto período de tempo ao balançar o controle e a "Roupa de Pinguim" (Penguin Suit), que possui os poderes da Flor de Gelo, mas também permitindo ao jogador deslizar no gelo e na superfície da água, além de facilitar o movimento na água. Yoshi também pode ser encontrado em alguns níveis, podendo comer, engolir e cuspir inimigos e objetos, além de flutuar brevemente. O jogo possui uma nota de 87 no Metacritic, e vendeu mais de 30 milhões de cópias.

### New Super Mario Bros. 2(2012)
New Super Mario Bros. 2 foi lançado três anos depois de New Super Mario Bros. Wii para o Nintendo 3DS, no Japão em 28 de julho de 2012, na Europa em 17 de agosto de 2012, na Austrália em 18 de agosto de 2012 e na América do Norte em 19 de agosto de 2012.[carece de fontes?] É uma sequência direta do primeiro jogo, e o primeiro jogo numerado da série. O foco principal do jogo está na coleta de moedas, com múltiplos itens dedicados à produção de um grande número de moedas, como a "Flor de Ouro" (Gold Flower), que transforma itens em moedas. O objetivo secundário do jogo, depois de salvar a princesa Peach, é coletar um milhão de moedas. Dois jogadores podem jogar no modo multijogador em dois 3DS, controlando Mario e Luigi. O jogo recebeu uma nota de 78 no Metacritic e se tornou o quinto jogo mais vendido do 3DS, vendendo mais de 13 milhões de unidades.

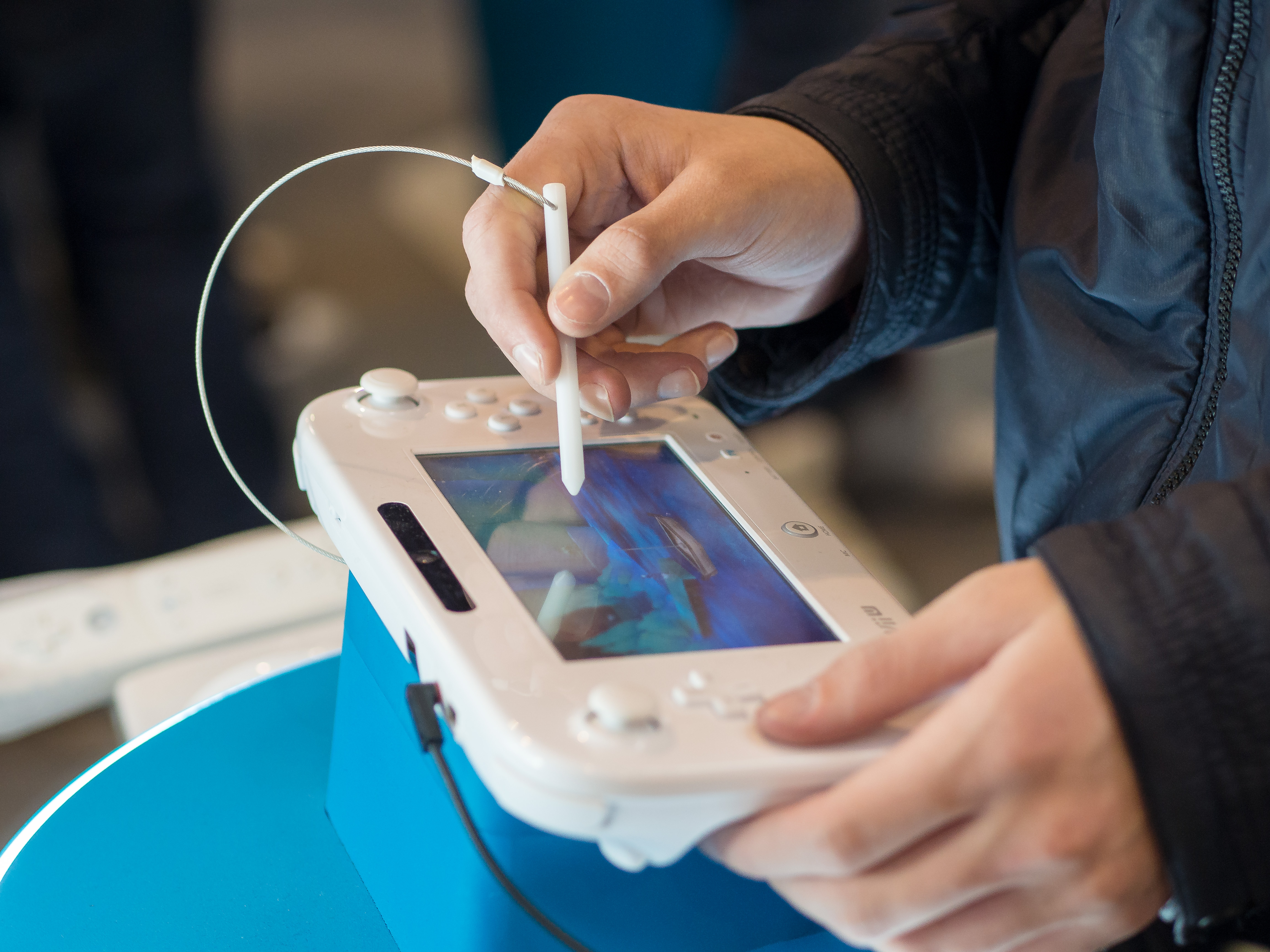
Em New Super Mario Bros. U, o jogador pode usar o Wii U GamePad para interagir com o cenário em partidas multijogador.

### New Super Mario Bros. U(2012)
New Super Mario Bros. U é uma sequência de New Super Mario Bros. Wii e foi lançado poucos meses depois de New Super Mario Bros. 2 para o Wii U, na América do Norte em 18 de novembro de 2012, na Europa e na Austrália em 30 de novembro de 2012 e no Japão em 8 de dezembro de 2012.[carece de fontes?] O jogo introduziu um novo poder, a "Roupa de Esquilo Voador" (Flying Squirrel Suit), que permite que os jogadores planem por longas distâncias e agarrem a paredes. O jogo também introduziu "Bebês Yoshi" (Baby Yoshis), que podem ser carregados pelos jogadores. Cada Bebê Yoshi possui uma habilidade baseada em sua cor, como inflar, assoprar bolhas ou iluminar áreas escuras. O mapa do mundo agora é um mapa integrado, como em Super Mario World, ao contrário dos jogos anteriores, onde os mundos eram separados. O jogo também apresentou um novo antagonista, o coelho ladrão Nabbit. No modo multijogador, podem jogar até cinco jogadores, quatro controlando personagens e um utilizando o Wii U GamePad para interagir com o cenário. O jogo possui uma nota média de 84 no Metacritic e se tornou o terceiro jogo mais vendido do console, com um total de 5,77 milhões de cópias.

#### New Super Luigi U(2013)
New Super Luigi U foi lançado tanto como um conteúdo descarregável para New Super Mario Bros. U em junho de 2013 quanto como um jogo individual no varejo no Japão em 13 de julho de 2013, na Europa em 26 de julho de 2013, na Austrália em 27 de julho de 2013 e na América do Norte em 25 de agosto de 2013,[carece de fontes?] como parte do "Ano do Luigi" (Year of Luigi). O jogo rearranja as fases do jogo original para se encaixar na jogabilidade de Luigi, além de diminuir o limite de tempo de cada uma para 100 segundos. O coelho Nabbit tomou o lugar de Mario como personagem jogável, e serve como um modo fácil do jogo, já que não pode ser atingido por nenhum inimigo, só podendo morrer caso seja esmagado por paredes ou caia em um abismo ou em lava. O jogo recebeu uma nota de 77 no Metacritic e vendeu cerca de 3 milhões de unidades..

#### New Super Mario Bros. U Deluxe(2019)
New Super Mario Bros. U Deluxe é uma versão melhorada de New Super Mario Bros. U lançada para o Nintendo Switch mundialmente em 11 de janeiro de 2019.[carece de fontes?] O jogo inclui a versão original e a DLC New Super Luigi U, além de adicionar Nabbit como um personagem jogável em qualquer das duas versões e Toadette, que recebeu o novo item exclusivo "Super Coroa" (Super Crown), transformando-a em Peachette, que pode realizar um pulo duplo, planar lentamente em queda e retornar para cima caso caia em um abismo. O jogo possui uma nota agregada de 80 no Metacritic.